# Holasovice (przystanek kolejowy)
Holasovice – przystanek kolejowy w Holasovicach, w kraju morawsko-śląskim, w Czechach. Znajduje się na wysokości 290 m n.p.m. i leży na linii kolejowej nr 310.